# OTI 1982
L'undicesimo Festival della canzone iberoamericana si tenne a Lima, in Perù il 27 novembre 1982 e fu vinto dal Grupo Unicornio che rappresentava il Venezuela.

## Classifica
| Paese                                    | Artista             | Canzone                      | Posizione |
| Venezuela                                | Grupo Unicornio     | Puedes contar conmigo        | 1         |
| Spagna                                   | La Pequeña Compañía | Ay, ay, amor                 | 2         |
| Stati Uniti                              | Laura Hevia         | Que equivocado               | 3         |
| Messico                                  | Enrique Guzmán      | Con y por amor               | 4         |
| Argentina                                | Magdalena León      | Para dar las gracias         | 4         |
| Costa Rica                               | Ricardo Padilla     | La mujer de mi vida          | 4         |
| Rep. Dominicana                          | Rhina Ramírez       | Por tanto amor               | 7         |
| Perù                                     | Elsa María Elejalde | El signo de la frente        | 7         |
| Colombia                                 | Blanco y Negro      | Así                          | 9         |
| Brasile                                  | Julio Cézar         | Un canto a los niños         | 10        |
| Cile                                     | Juan Pablo Méndez   | Si no hubieras estado tú     | 11        |
| Uruguay                                  | Ana María Pascual   | Hermandad                    | 12        |
| El Salvador                              | Félix López         | Con un cuento en el bolsillo | 13        |
| Panama                                   | Ediza Moreno        | Cantando a mi pueblito       | 14        |
| Guatemala                                | Sandra Patricia     | Viveme                       | 15        |
| Antille Olandesi                         | Sharon Ross         | Alguien que no seas tú       | 16        |
| Honduras                                 | Miguel Ángel Mejía  | Año dos mil                  | 17        |
| Porto Rico                               | Lunna               | Sin tu música                | 18        |
| Nicaragua                                | Deyanaira Toruño    | Te canto porque te quiero    | 19        |
| Bolivia                                  | Raúl Menacho        | Hay un nuevo día para ti     | 20        |
| Ecuador                                  | Andrés Kattan       | Aprenderé                    | 21        |
| Luogo: Nuevo Coliseo Amauta - Lima, Perù |                     |                              |           |